# Pranhita
Pranhita o Pranahita (telugu: ప్రాణహిత, Ajuda a la Vida) és un riu de l'Índia que neix al límit entre el districte de Gadchiroli a Maharashtra i el districte d'Adilabad a Andhra Pradesh. Es forma per la unió del Penganga (Painganga) i el Wainganga (el primer s'uneix al segon prop d'Aheri) i amb el Wardha a Seoni. Des d'aquí té un curs de 116 km fins que desaigua al riu Godavari, prop de Sironcha, a Maharashtra.